# Go Straight (film fra 1921)
Go Straight er en amerikansk stumfilm fra 1921 af William Worthington.

## Medvirkende
- Frank Mayo som Reverend Keith Rollins
- Cora Drew som Conners
- Harry Carter som Hellfire Gibbs
- Lillian Rich som Hope Gibbs
- George F. Marion som Jim Boyd
- Lassie Young som Laura Boyd
- Charles Brinley som Buck Stevens